# بیلس (دهانه)
بیلس یک دهانه برخوردی در ماه است.